# 淞滨路
淞滨路是中華人民共和國上海市宝山区一條西南-東北走向道路，道路西起淞滨支路，东至黃浦江邊的吳淞渡口，全长1624米，宽16.5米至37米，车行道宽10.5至15.2米。

## 歷史
淞滨路當地原本是一條名為吳淞市河的河流，它可以從黄浦江直通北泗塘。同济路以东沿河有小路，分別為南市河路、北市河路。1980年至1983年期間，河流被填埋。原址修建道路。1982年道路定名淞滨路，路名來自於吴淞镇以及海滨公园。